# Feldhockey-Europameisterschaft der Herren 2003
Die 9. Feldhockey-Europameisterschaft der Herren 2003 wurde vom 1. bis 13. September in Barcelona ausgetragen, wo die Europameisterschaft der Damen und Herren zum ersten Mal gemeinsam ausgetragen wurden. Im Finale gewann Titelverteidiger Deutschland mit 6:5 nach Neunmeterschießen gegen Spanien. Irland, Italien, Russland und die Schweiz stiegen in „B-EM“ ab.

## Spielplan

### Gruppenphase

#### Gruppe A
| Datum                   | Team 1      | Team 2      | Ergebnis |
| ----------------------- | ----------- | ----------- | -------- |
| 1. September 2003 13:00 | Frankreich  | Russland    | 3 : 0    |
| 1. September 2003 16:00 | Deutschland | Belgien     | 4 : 1    |
| 1. September 2003 19:00 | Irland      | Spanien     | 4 : 6    |
| 3. September 2003 11:30 | Deutschland | Frankreich  | 2 : 0    |
| 3. September 2003 4:30  | Russland    | Irland      | 0 : 3    |
| 3. September 2003 19:00 | Spanien     | Belgien     | 3 : 2    |
| 4. September 2003 16:00 | Irland      | Deutschland | 1 : 4    |
| 4. September 2003 19:00 | Frankreich  | Belgien     | 2 : 2    |
| 4. September 2003 20:00 | Russland    | Spanien     | 0 : 5    |
| 6. September 2003 11:00 | Irland      | Frankreich  | 1 : 4    |
| 6. September 2003 13:00 | Russland    | Belgien     | 1 : 5    |
| 6. September 2003 19:00 | Spanien     | Deutschland | 2 : 3    |
| 8. September 2003 11:00 | Belgien     | Irland      | 3 : 3    |
| 8. September 2003 13:00 | Deutschland | Russland    | 8 : 2    |
| 8. September 2003 19:00 | Spanien     | Frankreich  | 6 : 2    |

Tabelle
| Rang | Land        | Spiele | Tore  | Differenz | Punkte |
| ---- | ----------- | ------ | ----- | --------- | ------ |
| 1    | Deutschland | 5      | 21:6  | +15       | 15     |
| 2    | Spanien     | 5      | 22:11 | +11       | 12     |
| 3    | Frankreichh | 5      | 11:11 | 0         | 7      |
| 4    | Belgien     | 5      | 13:13 | 0         | 5      |
| 6    | Irland      | 5      | 12:17 | −5        | 4      |
| 6    | Russland    | 5      | 3:24  | −21       | 0      |

Legende: qualifiziert für die Finalspiele, qualifiziert für die Spiele um die Plätze 5–8, qualifiziert für die Spiele um die Plätze 9–12

#### Gruppe B
| Datum                   | Team 1      | Team 2      | Ergebnis |
| ----------------------- | ----------- | ----------- | -------- |
| 2. September 2003 11:00 | Schottland  | Polen       | 3 : 4    |
| 2. September 2003 14:30 | England     | Italien     | 2 : 2    |
| 2. September 2003 17:30 | Schweiz     | Niederlande | 2 : 8    |
| 4. September 2003 13:00 | Polen       | Schweiz     | 3 : 2    |
| 4. September 2003 14:00 | Niederlande | England     | 0 : 3    |
| 4. September 2003 15:00 | Italien     | Schottland  | 0 : 1    |
| 5. September 2003 14:00 | Niederlande | Polen       | 4 : 3    |
| 5. September 2003 16:00 | Schweiz     | Italien     | 1 : 2    |
| 5. September 2003 18:00 | Schottland  | England     | 2 : 1    |
| 7. September 2003 11:00 | Niederlande | Schottland  | 5 : 1    |
| 7. September 2003 13:00 | Italien     | Polen       | 0 : 5    |
| 7. September 2003 19:00 | Schweiz     | England     | 2 : 4    |
| 8. September 2003 15:00 | Italien     | Niederlande | 0 : 8    |
| 8. September 2003 17:00 | Schweiz     | Schottland  | 1 : 3    |
| 8. September 2003 19:00 | Polen       | England     | 3 : 4    |

Tabelle
| Rang | Land        | Spiele | Tore  | Differenz | Punkte |
| ---- | ----------- | ------ | ----- | --------- | ------ |
| 1    | Niederlande | 5      | 25:9  | +16       | 12     |
| 2    | England     | 5      | 14:9  | +5        | 10     |
| 3    | Polen       | 5      | 18:13 | +5        | 9      |
| 4    | Schottland  | 5      | 10:11 | −1        | 9      |
| 5    | Italien     | 5      | 4:17  | −13       | 4      |
| 6    | Schweiz     | 5      | 8:18  | −10       | 0      |

Legende: qualifiziert für die Finalspiele, qualifiziert für die Spiele um die Plätze 5–8, qualifiziert für die Spiele um die Plätze 9–12

### Platzierungsspiele

#### Spiele um die Plätze 9–12
| Datum                    | Team 1  | Team 2   | Ergebnis |
| ------------------------ | ------- | -------- | -------- |
| 10. September 2003 14:00 | Irland  | Schweiz  | 5 : 2    |
| 10. September 2003 14:00 | Italien | Russland | 2 : 1    |

#### Spiel um Platz 11
| Datum                   | Team 1   | Team 2  | Ergebnis |
| ----------------------- | -------- | ------- | -------- |
| 12. September 2003 9:00 | Russland | Schweiz | 2 : 4    |

#### Spiel um Platz 9
| Datum                    | Team 1  | Team 2 | Ergebnis |
| ------------------------ | ------- | ------ | -------- |
| 12. September 2003 11:00 | Italien | Irland | 2 : 3    |

### Spiele um die Plätze 5–8
| Datum                    | Team 1     | Team 2     | Ergebnis                   |
| ------------------------ | ---------- | ---------- | -------------------------- |
| 10. September 2003 16:30 | Schottland | Frankreich | 2 : 4 n.7m (1:1, 1:1, -:-) |
| 10. September 2003 19:00 | Polen      | Belgien    | 4 : 5                      |

#### Spiel um Platz 7
| Datum                    | Team 1     | Team 2 | Ergebnis |
| ------------------------ | ---------- | ------ | -------- |
| 12. September 2003 14:00 | Schottland | Polen  | 1 : 2    |

#### Spiel um Platz 5
| Datum                    | Team 1     | Team 2  | Ergebnis               |
| ------------------------ | ---------- | ------- | ---------------------- |
| 12. September 2003 19:00 | Frankreich | Belgien | 4 : 3 n. V. (3:3, -:-) |

### Finalspiele

#### Halbfinale
| Datum                    | Team 1      | Team 2      | Ergebnis |
| ------------------------ | ----------- | ----------- | -------- |
| 11. September 2003 16:30 | Deutschland | England     | 5 : 1    |
| 11. September 2003 19:00 | Spanien     | Niederlande | 5 : 2    |

##### Spiel um Platz 3
| Datum                    | Team 1  | Team 2      | Ergebnis              |
| ------------------------ | ------- | ----------- | --------------------- |
| 13. September 2003 16:30 | England | Niederlande | 6 : 5 n.7m (1:1, -:-) |

#### Finale
| Datum                    | Team 1      | Team 2  | Ergebnis              |
| ------------------------ | ----------- | ------- | --------------------- |
| 13. September 2003 19:00 | Deutschland | Spanien | 5 : 4 n.7m (1:1, -:-) |

|  | Halbfinale          | Halbfinale |             |   | Finale | Finale |
|  |                     |            |             |   |        |        |
|  | Niederlande         | 2          |             |   |        |        |
|  | Spanien             | 5          |             |   |        |        |
|  |                     |            |             |   |        |        |
|  |                     |            |             |   |        |        |
|  | Deutschland         | 6          |             |   |        |        |
|  |                     | Spanien    | 5           |   |        |        |
|  |                     |            |             |   |        |        |
|  | Spiel um Platz drei |            |             |   |        |        |
|  |                     |            | Niederlande | 6 |        |        |
|  | Deutschland         | 5          | England     | 7 |        |        |
|  | England             | 1          |             |   |        |        |

## Abschlussplatzierungen
| Pl. | Team        |
| --- | ----------- |
|     | Deutschland |
|     | Spanien     |
|     | England     |
| 4   | Niederlande |
| 5   | Frankreich  |
| 6   | Belgien     |
| 7   | Polen       |
| 8   | Schottland  |
| 9   | Irland      |
| 10  | Italien     |
| 11  | Schweiz     |
| 12  | Russland    |

Nach dieser Europameisterschaft wurde der Wettbewerb aufgeteilt. Die ersten Acht qualifizierten sich für die Europameisterschaft 2005. Die weiteren Vier spielten in der Nations Trophy 2005 um den Aufstieg.

## Medaillengewinner
| Platz | Land        | Sportlerinnen |
| ----- | ----------- | --- |
| 1     | Deutschland | Clemens Arnold, Christoph Bechmann, Sebastian Biederlack, Philipp Crone, Christoph Eimer, Björn Emmerling, Michael Green, Florian Kunz, Max Landshut, Björn Michel, Sascha Reinelt, Christian Wein, Tibor Weissenborn, Timo Wess, Matthias Witthaus, Christopher Zeller, Philipp Zeller, Christian Schulte |
| 2     | Spanien     | Eduardo Aguilar, Nacho Alborch, Ramón Alegre, Pol Amat, Miquel Codina, Quico Cortés, Juan Escarré, Alberto Esteban, Alex Fábregas, Kiko Fábregas, Santi Freixa, Rodrigo Garza, Bernardino Herrera, Pau Quemada, Xavier Ribas, Josep Sanchez, Victor Sojo, Eduard Tubau                                     |
| 3     | England     | Jimi Lewis, Simon Mason, Todd Roberts, Jason Collins, Jon Peckett, Craig Parnham, Guy Fordham, Andy West, Mark Pearn, Jimmy Wallis, Brett Garrard, Danny Hall, Ben Hawes, Barry Middleton, Martin Jones, Mike Johnson, Jerome Goudie, Jonty Clarke                                                         |